# 卢泰西亚
48°51′N 2°21′E / 48.85°N 2.35°E

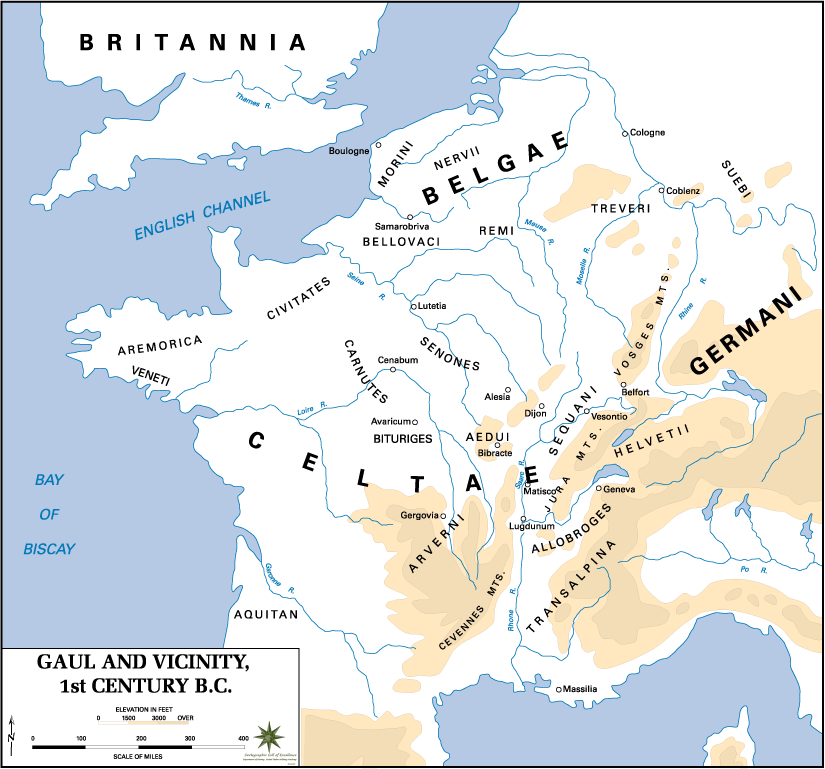
公元前1世纪时高卢地图，其中标出了卢泰西亚与相关凯尔特人部落的位置。

卢泰西亚（拉丁语：Lutetia，在拉丁语中又称为Lutetia Parisiorum，之前为Lukotekia，法语：Lutèce）是前罗马时代与罗马高卢时代的一个城镇。该高卢罗马城镇为是墨洛温王朝重建的巴黎的前身。

## Lutèce
公元前52年的卢泰西亚一役，标志了这一地区被罗马人所征服。习惯上，这一地区在此之前被称为“史前巴黎”或者“古巴黎”。在公元300年左右，巴黎一词取代了“卢泰西亚”这个名字。巴黎一词的由来，抑或是来源于拉丁语的“civitas Parisiorum”或者“urbs Parisiorum”的简称，或是来源于自公元前三世纪便居住于此的高卢人民所使用的名字：les Parisii，巴黎西人。